# 天津法租界
天津法租界（法語：Concession française de Tientsin），是1861年6月法国设在天津的专管租界，是近代中国四个在华法租界之一，天津教案、老西开事件等中国近代多起历史事件发生于此。天津法租界是天津九国租界中第二个划定和发展最繁荣的租界之一，也是天津租界中大型公共建筑最为聚集的地方，诸如劝业场、西开教堂及诸多近代酒店、近代银行等重点文物坐落于此区域内。天津法租界与天津英租界因毗邻位于天津紫竹林附近，亦有“紫竹林租界”之称。法租界在天津自1861年设立至1940年代收回，共存在了八十余年。

## 历史

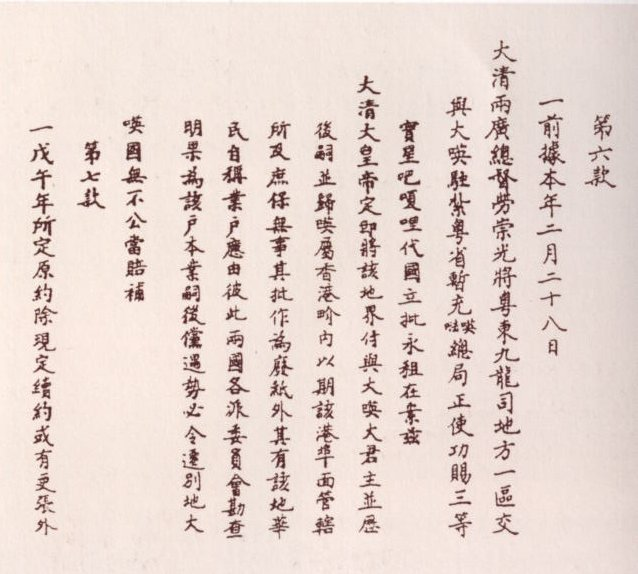
北京条约部份內容

1858年《天津条约》和1860年《北京条约》相继签订，法国不仅增开天津为商埠，而且获得了在天津建立租界的权利，且法国传教士可以到中国租买土地及兴建教堂。

### 开辟初期（1861至1870年）

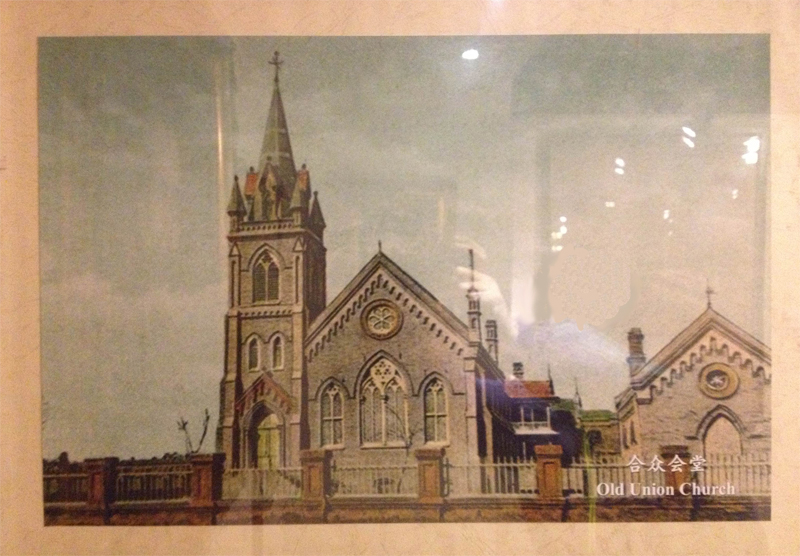
天津法租界内最早的建筑合众会堂

1861年6月2日，法国政府和清政府签定《天津紫竹林法国租界地条款》，划定法国租界在天津的范围：在英租界北邻确定了位置，但比天津英租界更加靠近天津城，面积为439亩。
天津法租界刚刚开辟时，中国对外贸易并不兴盛，在1861至1870年间法租界一直处于荒废状态。当时到天津经营的外国商人主要居住在天津城东门外三岔河口的宫北大街以及天津英租界内的少量住宅。这一时期，法国驻天津领事馆虽在1861年1月建立，但未设立在法租界内，而是在位于三岔河口的望海楼行宫的旧址办公，并拆掉了旁边的崇禧观，用于建造教堂。当时，天津法租界内甚至没有任何法国官方机构，只有一个供英美侨民使用的合众会堂。1870年6月，天津教案爆发，在津外国侨民纷纷移居至租界内，天津英租界首先得到开发经营。

### 初期发展（1871至1900年）

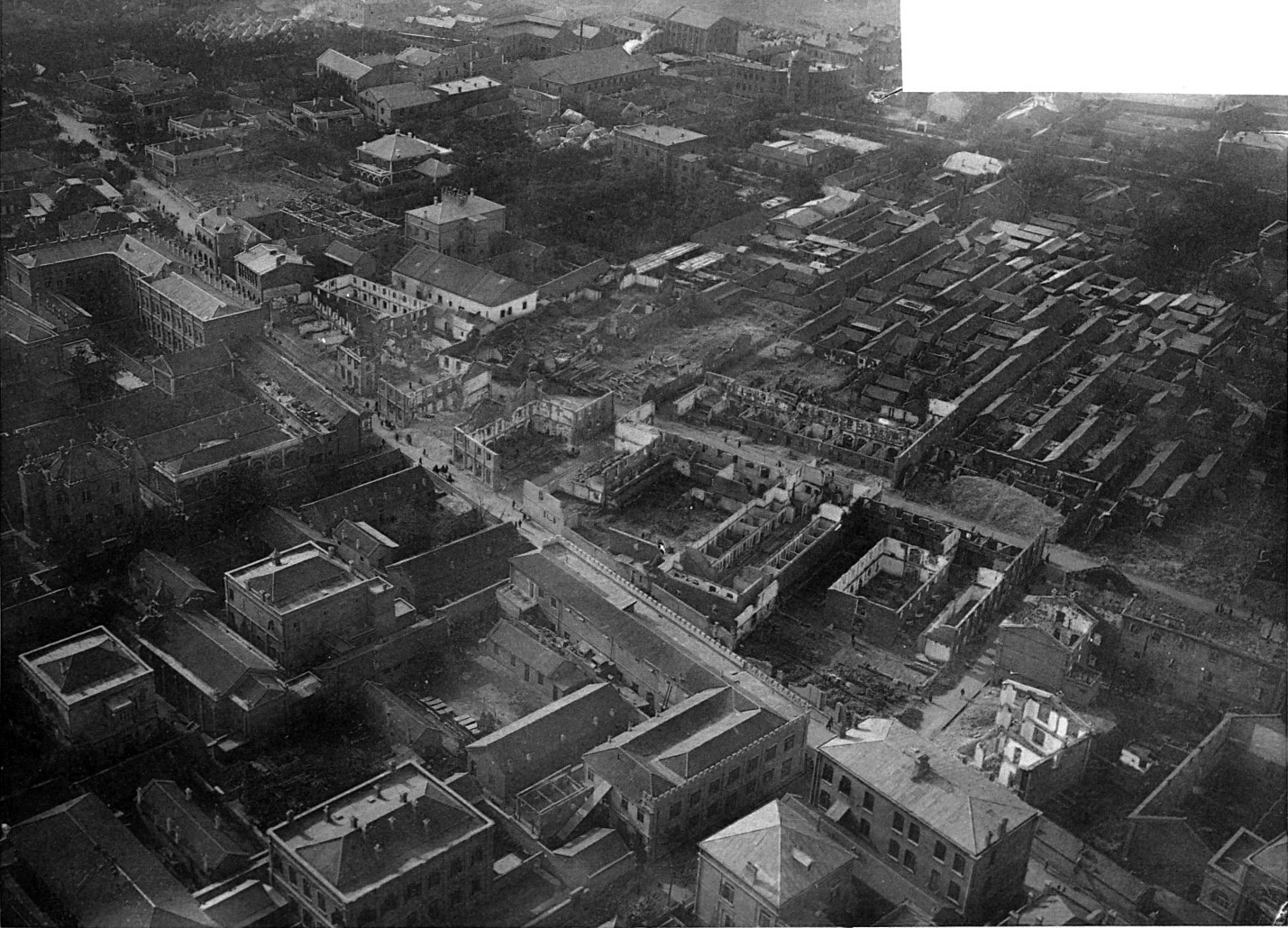
义和拳运动破坏后的法租界航拍图。

天津租界的较大发展始于1870年，但由于法国在普法战争中失败，国力不振，天津法租界虽然开始起步发展，但仍不如天津英租界发展快，直到1880年代才开始着手进行市政建设。1870年6月，天津教案发生。愤怒的天津民众打死法国领事丰大业等人，并烧毁位于天津城东的外国教堂及法国领事馆。事后心有余悸的外国侨民们认为，入居租界要比在华界杂居安全得多，因而纷纷迁入租界，客观上促进了法租界的发展。天津法租界在历史上共有两次扩展。1900年，天津法租界向西扩展到墙子河（今南京路一带），使该租界面积扩展了4倍，达到2360亩。1916年，法租界向老西开扩张的行动引发天津市民的强烈抗议，发生了老西开事件。

### 繁盛时期（1900至1943年）

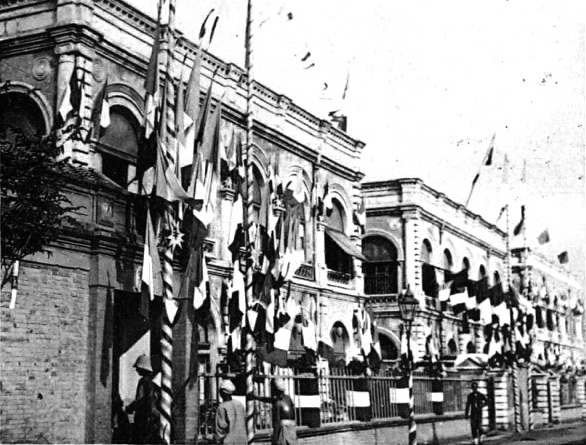
1901年巴士底日裝飾。

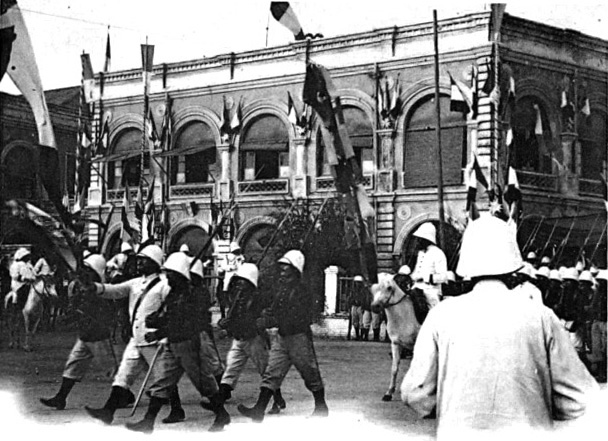
1901年巴士底日閱兵。

1900年以后，由于海河航道得到疏浚，同时挖出的泥沙又填平了各国租界中的大片沼泽，使得天津的投资环境得到很大改善。天津法租界的商务活动也趋于繁盛，民国初年，天津法租界内兴建了众多精美的欧式建筑。1912年，壬子兵变，华界的北门外大街、宫南大街和宫北大街遭到士兵抢劫、毁坏，华人商业大批转移到法、日租界，在法租界内主要集中在杜总领事路（梨栈大街，今和平路）。在中国北方传教的天主教会各大修会的账房—遣使会的首善堂、耶稣会的崇德堂、比利时圣母圣心会的普爱堂以及法国立兴洋行、英国先农公司、比利时仪品公司等各国企业纷纷在这一带进行房地产投资，买地盖房出租。1920年代，在法租界内的杜总领事路与福煦将军路（今滨江道的大沽北路至南京路段）十字路口陆续建成天津劝业场、天祥商场、泰康商场等商业设施，以及国民、惠中、交通三大饭店和渤海大楼、浙江兴业银行天津分行大楼等众多整齐美观的西式建筑，形成天津最繁盛的商业中心。当时，天津的中外上流社会人士主要聚居在天津英租界今五大道区域，而劝业场一带则成为他们进行消费、娱乐的区域。

### 收回（1943至1946年）
1943年2月23日，法国维希政府宣布，同意放弃在华租界。6月5日，汪精卫政权收回天津法租界、汉口法租界和广州法租界等。1945年，国民政府在对日战争中取得胜利后，宣布正式收回天津英、法租界。至此，天津的九国租界全部收回。

## 界外侵占区

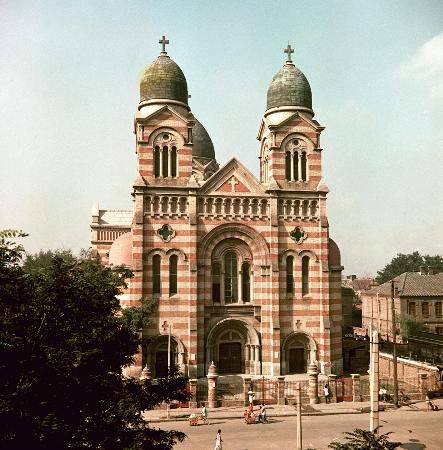
西开教堂位于天津法租界控制的界外侵占区

包括天津法租界在内的部分租界的当局者在所划定的租界范围之外的华界，亦侵占有部分区域。在1900年拓界后，天津法租界当局又凯觑位于墙子河西岸的老西开地区。经法国驻天津领事的授意，天津的天主教会于1913年起在老西开地区兴建包括主教府、大教堂的教会建筑群。到1916年这一工程完工后，法租界当局派出军警，强占这一地区，从而触发了轰动中外的“老西开事件”。由于天津人民的坚决斗争，法人只得暂时中止对该地区的公开侵占。但是，他们仍在暗中扩充在当地的势力。从20年代起，特别在1931年，以天津日租界为基地的汉奸武装便衣队屡次发动冲入华界的暴动，使地处日租界附近的老西开地区变得极不安全。当地一些业主为了避免战祸，自愿向法租界当局交纳捐税，以求租界当局的庇护。法租界当局也乘机在老西开设立工部局分局，公开对当地实行行政管理，并在当地填筑坑洼地区，继续进行拓展。直到1935年张自忠主持天津市政，在法人侵占区的边缘开辟道路，并派替察在那里驻守，这才阻止了法人的进一步蚕食。定型后的老西开侵占区北起墙子河（今南京路），东至圣鲁易路（今营口道）与英租界接壤，南至西小埝（今新兴路），西至西大捻（今四平西道），面积近500亩，为界外侵占区中面积最广阔的一个。

## 规划建设

### 总体规划

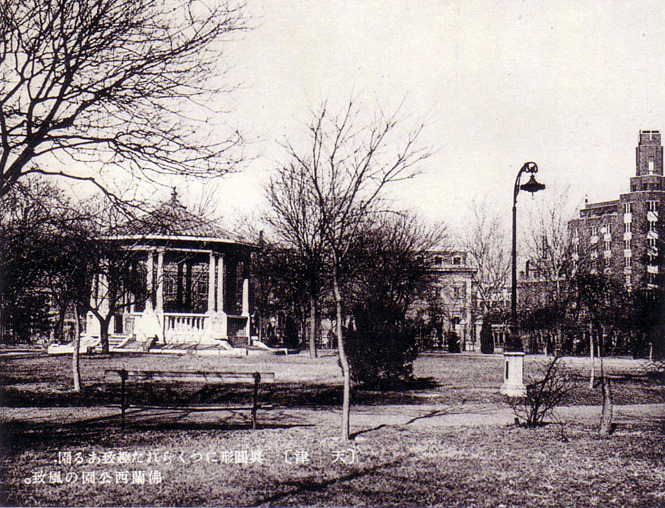
原法国公园

天津法租界整个区域的城市规划，反映了欧洲传统的古典主义手法，以轴线和街心公园为规划控制重要点。其轴线控制的主要街道是营口道、赤峰道、滨江道，这里至今仍是天津市的商业中心。区内的街道大多是笔直的，每条街道的端部都有高大的建筑作为底景，沿街建筑的体量较大，道路较宽，注重强调区内的豪华、宏伟的气氛。沿街的公共建筑质量也比较好，如大型的饭店、银行、商场。
劝业场是法国租界的中心，并逐渐成为天津的中心。它建于1930年代，代替了旧天津的商业中心——估衣街。而“劝业场”也逐渐由建筑衍生为地名，泛指滨江道和和平路交叉口附近的公共建筑群。劝业场商业区的规划方法，使这里自然地发展成为天津的商业中心。在和平路与滨江道交口处当时天津最高的建筑—惠中饭店、交通饭店、劝业场、兴业银行，使之成为天津当时的高层密集区。这样既形成了和平路由日本租界到法国租界的高潮，又构造了滨江道商业街的大门。滨江道的底景是西开教堂，它作为一个收尾，使这条商业街形成一个完整的空间。

### 建筑特色
法租界内的单体建筑多采用传统古典的比例和细部，增加了区内的法国情调，同时法租界内也有部分中西合璧的建筑样式。位于法租界海河岸边的天主教紫竹林圣路易堂，具有文艺复兴晚期建筑的典型风格，吸收了古希腊、古罗马建筑艺术的积极因素，建筑风格和谐开朗，布局条例次序，不仅雄伟有力，而且活泼轻松，给人以亲切悦目之感。……紫竹林教堂为青砖木结构，再饰以中华的传统砖雕，巍峨典雅。

### 市政设施
1920年代，天津法租界法国工部局主持修建开始在老龙头桥上游修建了宽19.5米、限载20吨的双叶立转开启桥跨——万国桥（今解放桥），因此法国人修建并沟通法租界与老龙头火车站，因此也曾叫“法国桥”。各国租界的工部局都作为董事会下设相应电务、水道、卫生处等。租界的市政导向促进了晚清乃至民国时期市政建设和管理体系的设立与发展。此后，由于民族实业家及外商不断投资市政和公用事业，使天津自来水、电灯、邮政事业等相继得到发展。这些公用设施的创办以及相应的管理，对天津城市的发展变化产生了推动作用，为天津形成近代化的城市提供了基本条件。

## 政治
法租界的行政体制与英国不同，当时法国的行政官员拥有很大的专制权力。天津法租界中，领事无权任免公议局长这一主持租界日常行政的最高负责人，该局长系由法国外交部直接任命的官员来担任，并由该局长直接指挥租界的警察。从整体上来说，法租界的行政权由领事垄断，因而当时有人称法租界是“领事独裁制度”。法租界的选举人大会既没有立法权，又没有行政监督权。它们仅能选举工部局董事，后来只能选举部分董事或大部分董事，在选举结束后，它们便结束了当年的全部使命。董事的任期为2年，每年改选一半。董事会的人数多寡不一。天津法租界的董事会连同作为总董的领事共达9人，为各地法租界董事会规模之最。
此外，天津法租界的章程中还有一项特殊的规定，即是通过选举产生的4名其他国籍的董事，须是3个国家的侨民。这些由领事控制的董事会有权决定预算、决算，确定捐税的种类及捐率，审批减捐、免捐的申请，任免工部局雇员，规划市政建设，议决日常行政事务，并可以作为法人在各种有关的案件中充当原告或被告。同时，法租界侵占老西开地区后法租界工部局亦在老西开地区设立分局。
目前，现存的天津法租界政治活动的建筑有法国公议局旧址、原法国驻天津领事馆和法国兵营。

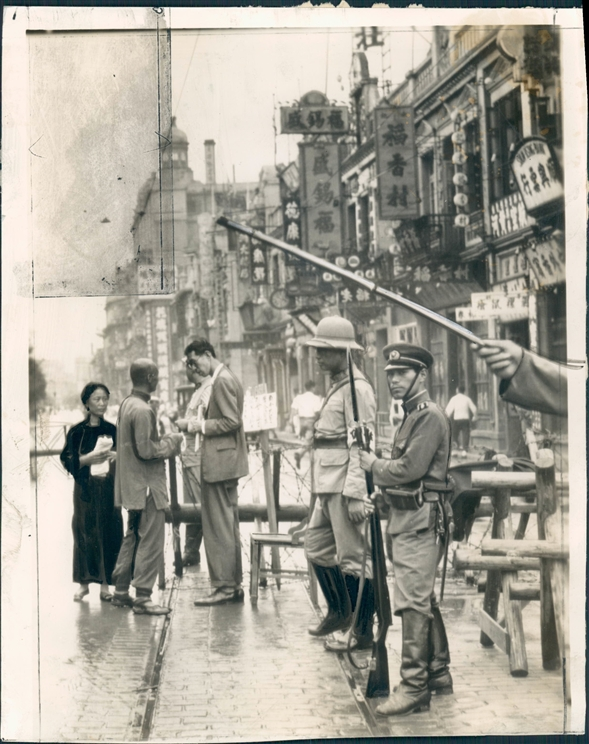
天津日租界与法租界边界上的两国士兵

## 经济
法租界是天津租界中经济较为繁荣的租界之一，在商贸、金融、航运等均有雄厚基础。

### 商贸
在法租界的劝业场一带集中了大批各种各样的商店，成了天津租界地区中最繁盛的区域。同时，作为繁华的市区，这些法租界又是饭馆、酒店、戏院、电影院十分密集的区域。在天津法租界中，大小饭馆曾达60余家，戏院、电影院曾达20来家，为全市影、剧院的半数以上。
- 盛锡福帽庄、天祥商场泰康商场、美丰洋行、天津海关、启新洋灰公司、久大精盐公司、永利碱厂办事处、公懋洋行、兴隆洋行、安利洋行、慎昌洋行、巨利洋行、立兴洋行、美古申洋行、英国先农公司、比商仪品公司均位于法租界内。

虽然，法商洋行实力不如怡和洋行、太古洋行等英商洋行，但其多专营铁路器材和高档奢侈品，后期一度垄断了中国北方的奢侈品市场。

### 金融
当时天津租界内的金融街贯穿法租界和英租界，因此天津法租界内银行云集，如盐业银行、朝鲜银行、东莱银行、大陆银行、北洋保商银行、东方汇理银行、中法工商银行、新华信托银行、中国农工银行、浙江兴业银行、裕津银行、聚兴城银行、中国垦业银行等。

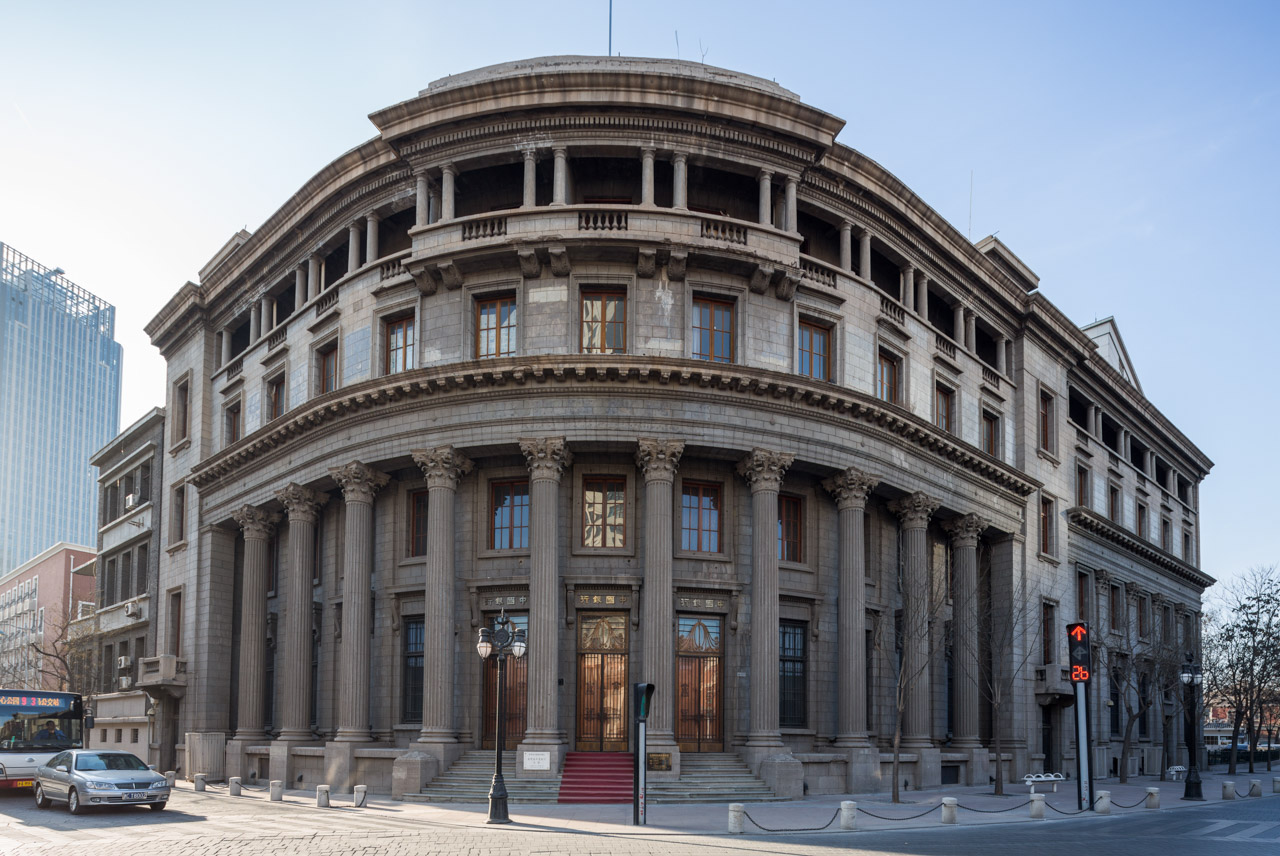
麦加利银行天津分行
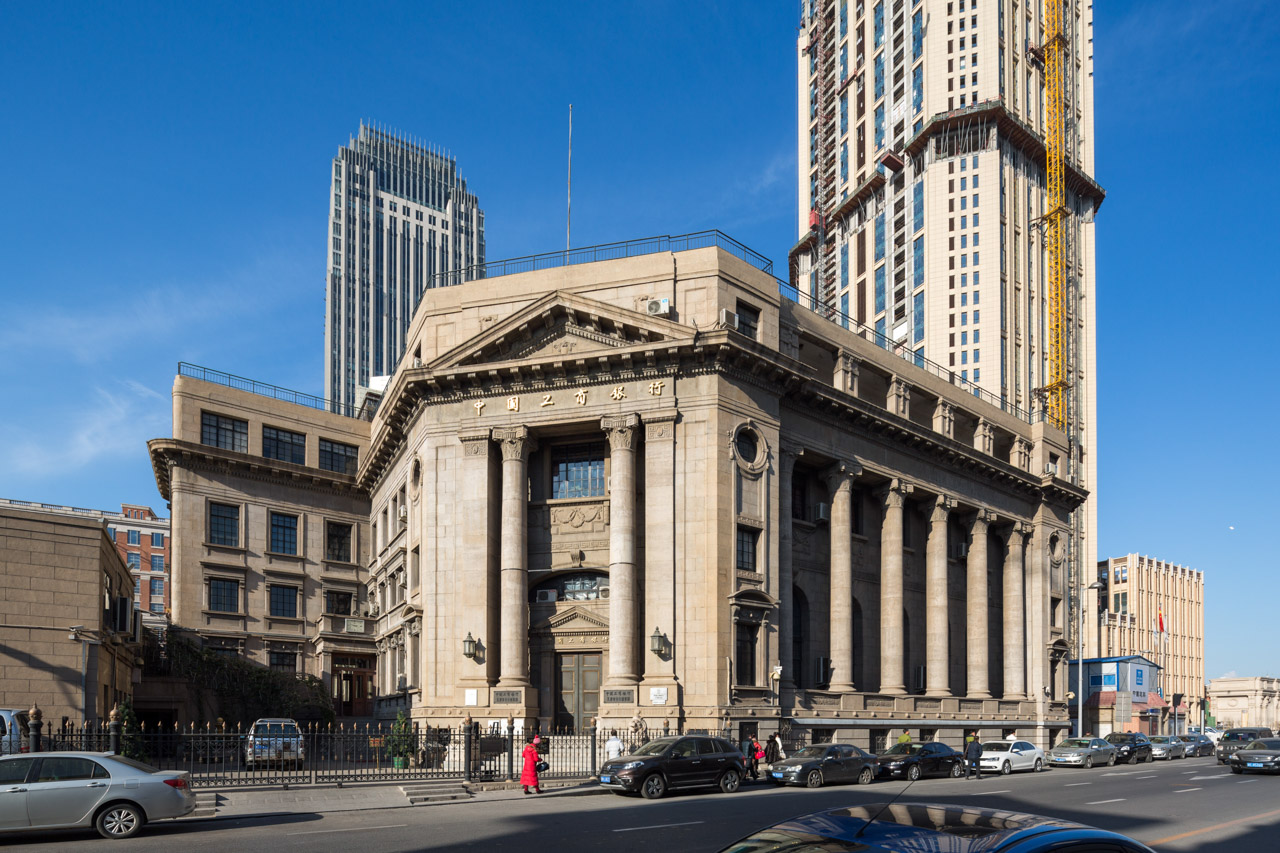
盐业银行
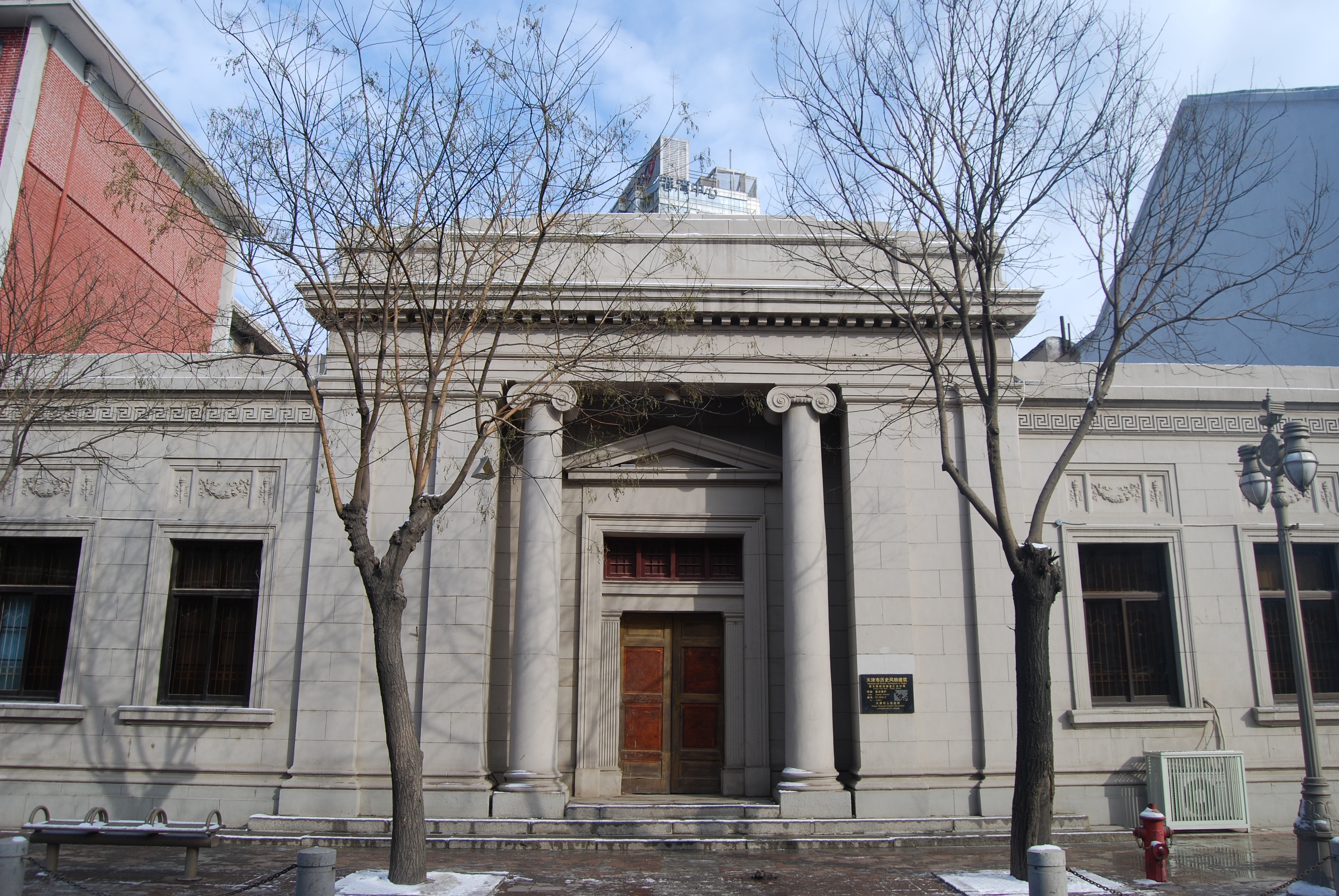
天津邮政储金汇业分局
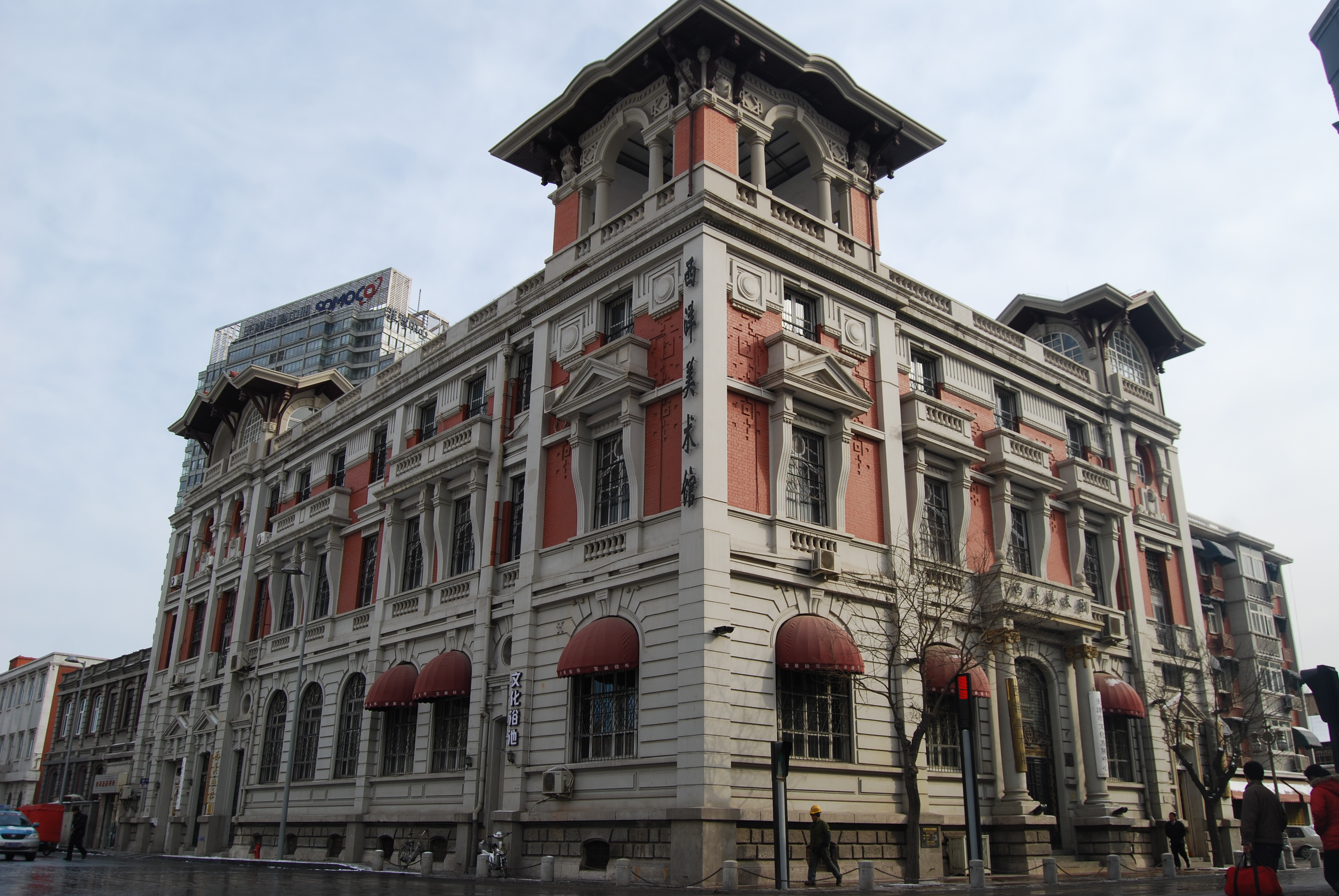
天津东方汇理银行

### 房地产
由于清朝末年至民国初年，局势动荡，而法租界内则相对安定，因而法租界内成为诸多政客的避难场所之一，而法租界较天津其他国家专管租界相比，最突出的地方是如劝业场、渤海大楼等公共建筑密集。

## 文化

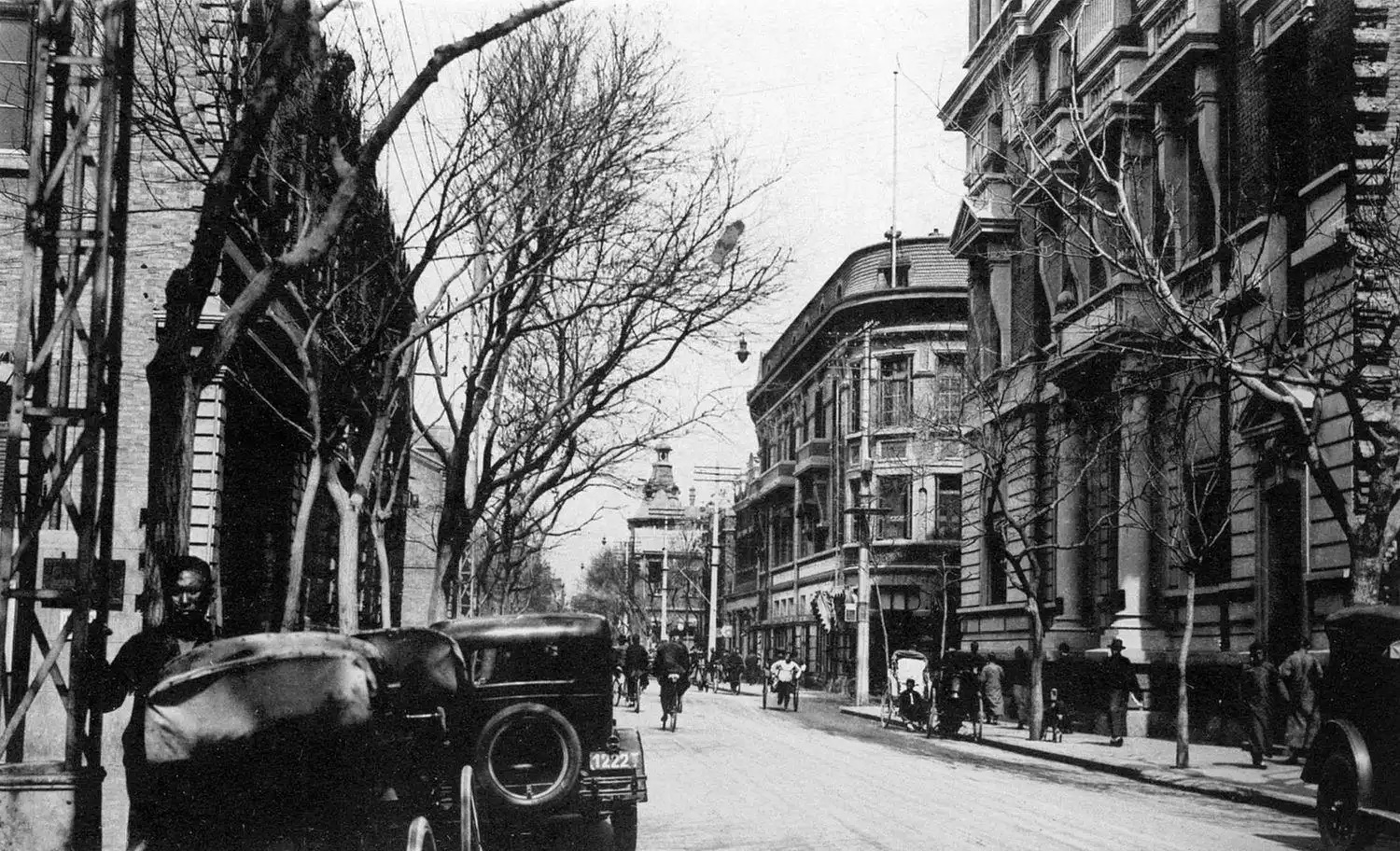
法租界街景

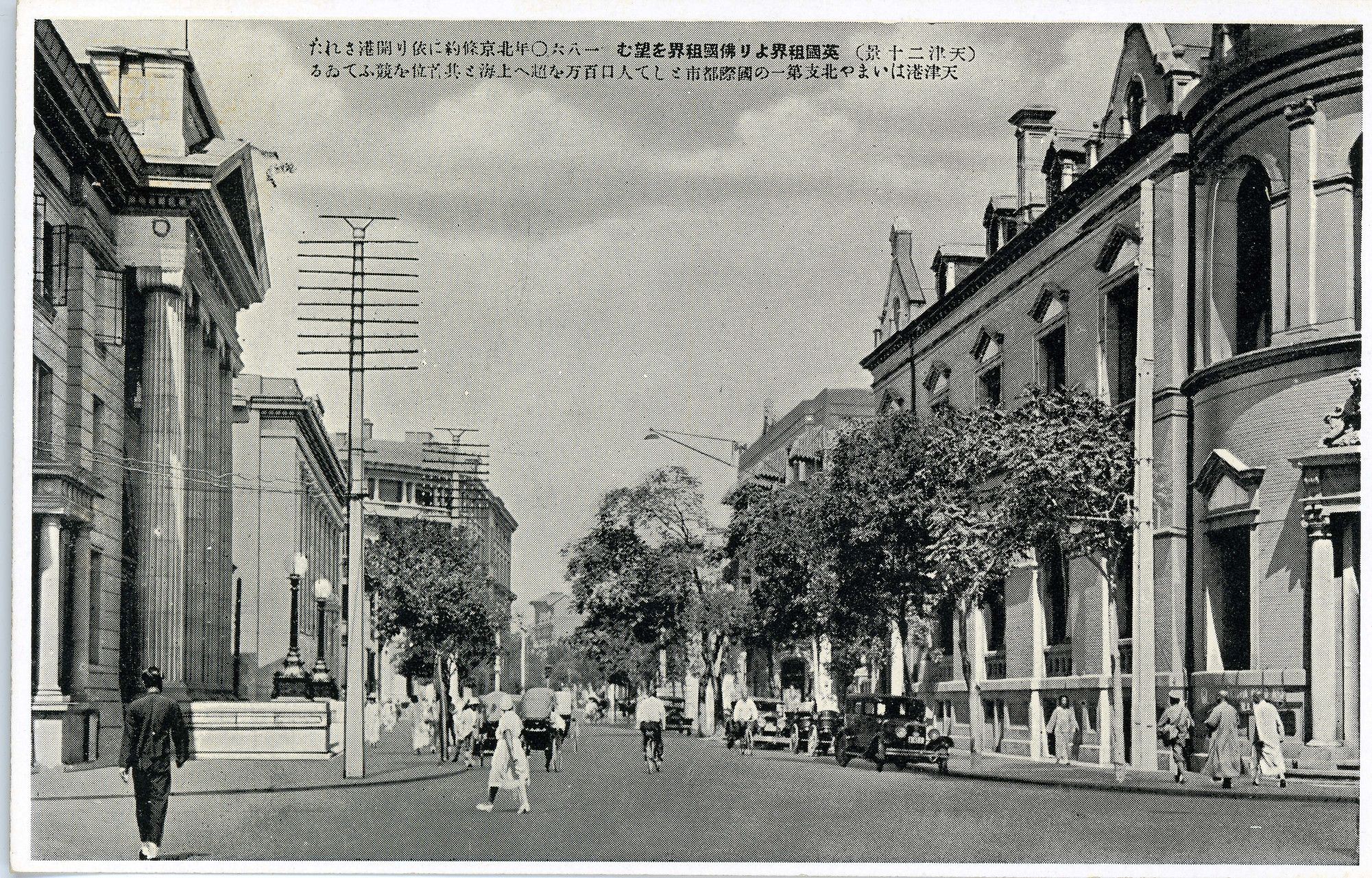
天津英租界与法租界街景

### 传媒
天津报业中最著名的两份报纸《大公报》和《益世报》，也有着深厚的教会背景。《大公报》由天主教徒英敛之于1902年在天津法租界创办，其宗旨是“开风气，牖民智，挹彼欧西学术，启我同胞聪明”。而《益世报》则是由天主教天津教区副主教比利时人雷鸣远于1915年创办，这份报在传播天主教教义的同时以“放世界眼光，谋人类幸福”为宗旨。到20世纪30年代，洋人在天津创办的报纸达40余种，其中绝大多数都有教会背景。这些报刊杂志在传播新闻的同时，也起到了开民智的作用。19世纪末至20世界初，随着社会各阶层逐渐认识到开民智的重要性，供市民免费阅读报纸、杂志和书籍的阅报处大量出现。到20世纪30年代初，天津有近30家中外通讯社，发行报纸30余种，总发行量超过29万份，本地发行达18.7万份。如果按当时天津有阅读能力的人计算，日均2.5人就拥有一份报纸。此外，还有多如牛毛的各种小报。

### 文学
从租界向外延伸的报刊事业的繁荣，使天津成为近代中国北方传媒的中心，同时对提高天津市民的文化素质也有所助益。报刊发行的繁荣昌盛，也极大地推动了文学的发展。《大公报·文艺》、《益世报·语林》等报纸副刊，为当时在天津的许多作家、文学青年提供了很好的平台，他们翻译西方的文学作品，进行自己的文学创作，形成一种“世界文学”的氛围。居住在天津意租界的剧作家曹禺创作的《雷雨》等作品便是以天津的租界生活作为背景的。曾获诺贝尔文学奖提名的日本小说家谷崎润一郎在1918年到天津拜访时，被当时天津独特的城市空间与都市文化所感染，他的小说《一个漂泊者的身影》就是以天津的法租界为背景。

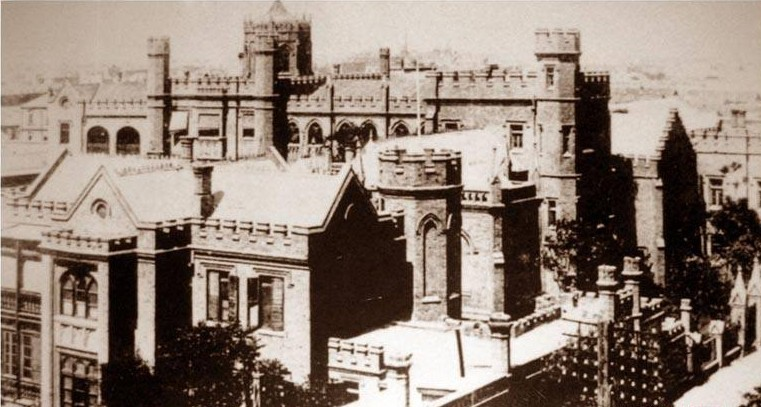
英国伦敦会设立在天津法租界的新学书院

### 教育
法租界内曾开办过多家学校，其中绝大部分与教会有密不可分的关系，如新学书院、法汉中学、圣若瑟女校、圣路易学校等。

### 娱乐业
- 国民饭店
- 裕中饭店
- DD饭店
- 交通饭店
- 惠中饭店
- 法国俱乐部
- 中国大戏院
- 权仙电戏园

## 社会

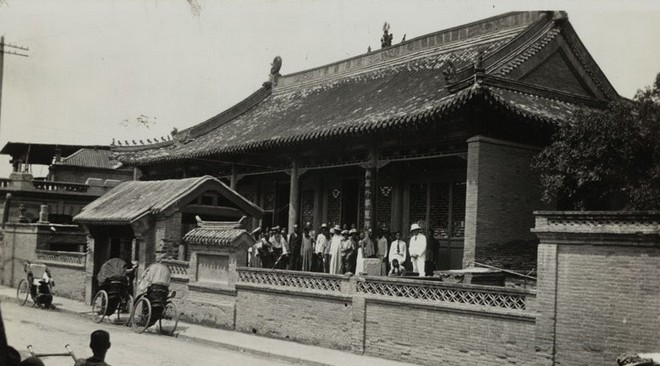
原坐落于海大道的马大夫纪念医院

### 医院
- 马大夫纪念医院

### 宗教
- 天主教西开总堂
- 天主教紫竹林圣路易堂
- 卫理公会维斯理堂
- 伦敦会海大道教堂

## 现状
天津法租界所在区域，目前有5片地区被列为天津市历史风貌建筑区加以保护：劝业场历史风貌建筑区、中心花园历史风貌建筑区、赤峰道历史风貌建筑区、承德道历史风貌建筑区、解放北路历史风貌建筑区。
- 渤海大楼
- 天津劝业场
- 大清邮政津局
- 庄乐峰旧宅
- 浙江兴业银行天津分行大楼